# Kikimora (Ladow)

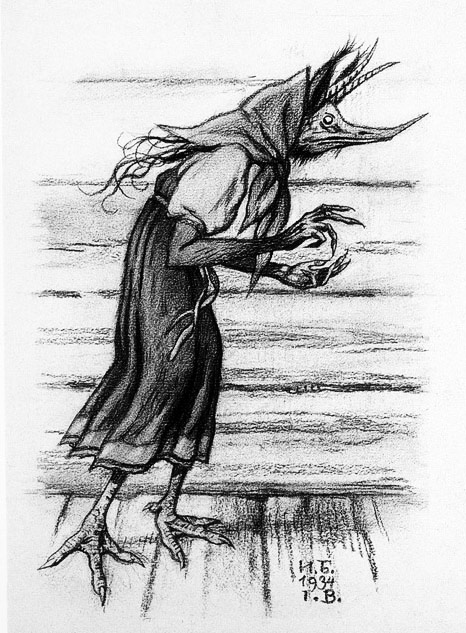
Kikimora

Kikimora – poemat symfoniczny Anatolija Ladowa z 1910 roku. Dzieło jest symfoniczną baśnią, której temat został zaczerpnięty z Podań rosyjskiego ludu I.P. Zacharowa.
W pierwszej części utworu (adagio), tytułowa kikimora mieszka w skalistych górach u czarownika. Cały dzień maleńką Kikimorę kot czarownika zabawia opowieściami o zamorskich krajach, kołysząc ją w kryształowej kołysce. Temat tej części został zaczerpnięty z rosyjskiej ludowej kołysanki. Kryształową kołyskę naśladuje czelesta.
Druga część (presto) przedstawia zabawę siedmioletniej kikimory. Stuka, świszczy i hałasuje od rana do wieczora. Kiedy dorasta, przędzie zło przeciw całej ludzkości. Świszczący temat, obrazujący zabawę, pojawia się kolejno w wykonaniu różnych instrumentów.